# NGC 1544
NGC 1544 je galaksija u zviježđu Kefeju.

## Vanjske poveznice
- SEDS: NGC 1544